# Blastodermo

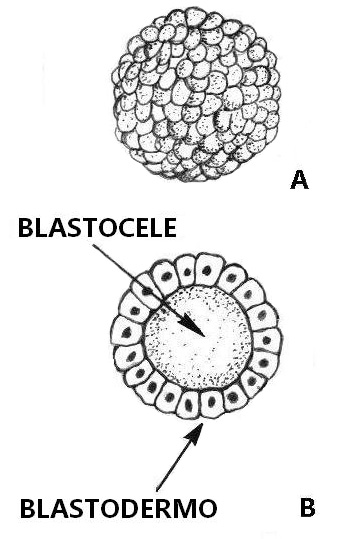
A. Exterior de una blástula. B. Corte transversal. Se indican blastodermo y blastocele.

En biología se denomina blastodermo a una capa de células que en las etapas tempranas del desarrollo embrionario en animales inferiores forma la pared de la blástula y en mamíferos conforma la pared del blastocisto.

## Formación
Luego de la fecundación, el cigoto sufre rápidas divisiones sucesivas, proceso llamado segmentación. Una vez que ha alcanzado el estadio de 8 células, llamadas blastómeras, el huevo adquiere el aspecto de una mora, razón por la cual recibe el nombre de mórula. La segmentación continua hasta alcanzar las 64 células. En este momento, justo antes de la gastrulación, el cigoto es considerado un embrión, conformado por una sola capa de células (el blastodermo), que rodea una cavidad central llena de líquido denominada blastocele. A partir del blastodermo se inicia el desarrollo, originando las capas germinales primarias, el ectodermo, el endodermo y el mesodermo, de donde surgirá el embrión y todos sus anexos embrionarios.

## En Aves

1. Cáscara 2. Membrana externa
3. Membrana interna 4. Chalaza 5. Albúmina exterior 6. Albúmina media 7. Membrana vitelina 8. Núcleo de halago 9. Disco germinal (blastodermo) 10. Yema amarilla 11. Yema blanca 12. Albúmina interior 13. Chalaza 14. Cámara de aire 15. Cutícula.

En un huevo macrolecito como los huevos con yema de las aves o el calamar tropical Sepioteuthis sepioidea (BLAINVILLE), el blastodermo se forma en un polo. La yema evita la división completa del huevo, resultando en una división meroblástica. En el polo animal (que contiene menos yema que el polo vegetal), el cigoto se subdivide sucesivamente, formando el blastodermo, que gradualmente se extiende en torno a la yema y forma el embrión.

## Clasificación
Existen cuatro tipos de blastodermo: el blastodermo embrionario, el blastodermo extraembrionario, el blastodermo bilaminar y el blastodermo trilaminar, también llamado membrana germinal.
- Blastodermo embrionario: es la región del blastodermo que formará la línea primitiva, por donde comenzará el desarrollo del embrión[7]
- Blastodermo extraembrionario: es la región del blastodermo externa al embrión que dará origen a las membranas externas que envuelven al embrión durante su formación[7] (alantoides y saco vitelino, y en mamíferos también la parte embrionaria de la placenta.
- Blastodermo bilaminar: durante el desarrollo embrionario, es la etapa previa a que se forme el mesodermo, encontrándose solo las capas germinales primarias (ectodermo y endodermo).[7]
- Blastodermo trilaminar: durante el desarrollo embrionario, es la etapa en que se ha formado el mesodermo, además de ectodermo y endodermo.[7]